# Conus vicdani
Conus vicdani é uma espécie de gastrópode do gênero Conus, pertencente à família Conidae.